# Szwaby Niżne

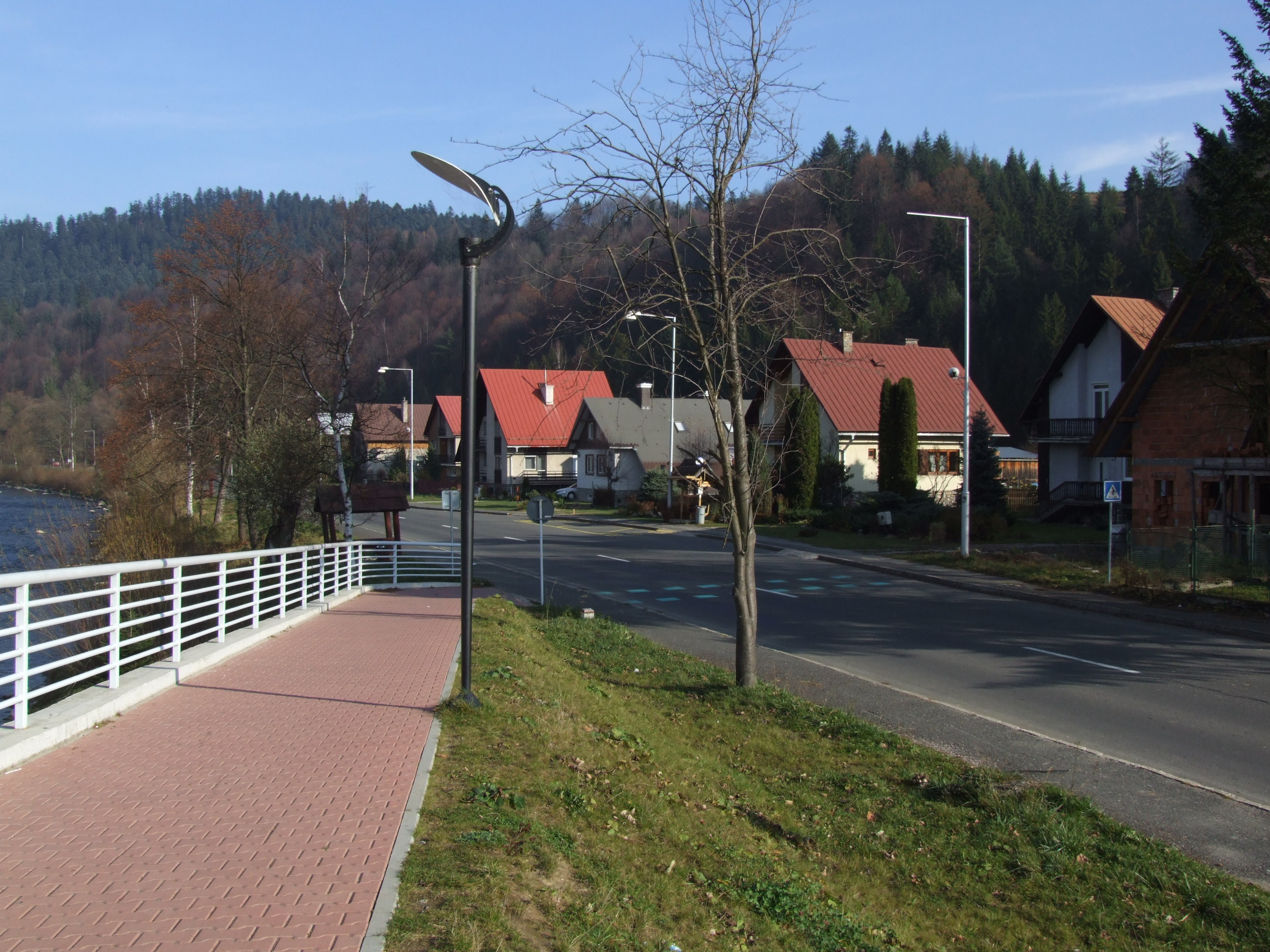

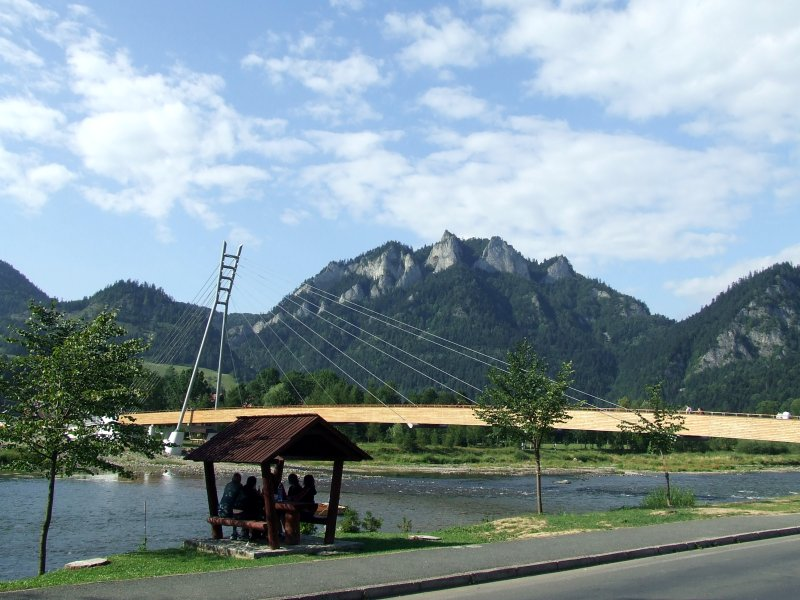
Widok na Trzy Korony i kładkę na Dunajcu

Szwaby Niżne (słow. Nižne Šváby, niem. Unterschwaben, Sublechnitz, węg. Alsólehnic/Sublehnic) – dawniej samodzielna miejscowość słowacka; w 1948, wraz z również dawniej oddzielną Śmierdzonką, przyłączona została do Czerwonego Klasztoru i dzisiaj stanowi jego część. Rozłożona jest nad Dunajcem, naprzeciwko Sromowiec Niżnich, na wysokości około 450 m n.p.m. Po jej południowej stronie wznosi się zalesiony wierch Węgliska (Uhliská, 600 m n.p.m.) należący do Magury Spiskiej.
Wieś założona została w 1550 i zarządzana była przez zakonników z Czerwonego Klasztoru. Po kasacji tegoż zakonu przez austriackie władze w 1787 sprowadzeni tutaj zostali niemieccy koloniści z Wirtembergii, zaś miejscowość przyłączono administracyjnie do sąsiedniej Lechnicy. W 1913 wśród 85 mieszkańców Szwabów Niżnych 35 było ewangelikami. Pozostałością po nich jest poewangelicki kościółek z 1880 z niewielką wieżą dobudowaną w 1900. Podczas pożaru w 1917 zabudowania osady spłonęły. Wielu jej mężczyzn pracowało jako flisacy obsługujący spływ Dunajcem. W spływie tym w 1942 wziął udział gubernator krakowskiego dystryktu Otton Wächter, z tej okazji 11 mieszkających tutaj rodzin niemieckich i 30 słowackich urządziło dla niego wielkie przyjęcie. W 1945 przez 2 dni zatrzymał się w miejscowości front i uległa ona znacznemu zniszczeniu w wyniku ostrzału. Rodziny niemieckie opuściły miejscowość wraz z armią niemiecką. Po wojnie zmieniono nazwę miejscowości, w 1954 utworzono rolniczą spółdzielnię produkcyjną.
Obecnie źródłem dochodu ludności jest nie tylko spółdzielnia produkcyjna, ale również turystyka, obsługa spływu Dunajcem i przygraniczny handel. Osada ma ładną zabudowę. Masowo przybywają tutaj turyści polscy, szczególnie po wybudowaniu w 2006 kładki przez Dunajec dla pieszych i rowerzystów. Słynna jest panorama widokowa na Trzy Korony i inne szczyty Pienin. Przy drodze nad Dunajcem istnieje pole namiotowe i przystań flisacka. Na Węgliskach czynny jest zimą wyciąg narciarski. Ze Szczawnicą osada połączona jest Drogą Pienińską – pieszo rowerowym szlakiem wzdłuż Przełomu Dunajca (zakaz wjazdu pojazdów).